# The Password Game
The Password Game'(på svenska: Lösenordsspelet) är ett pusselwebbläsarspel skapat 2023 av utvecklaren Neal Agarwal. Spelet går ut på att spelaren skapar ett lösenord som följer allt mer ovanliga och komplicerade reglert. Baserat på Agarwals erfarenhet av lösenordspolicyer, utvecklades spelet på två månader och släpptes den 27 juni 2023. Det har blivit ett populärt onlinespel och uppmärksammat av media för spelets absurdhet när det kommer till en spelares erfarenhet av att skapa ett lösenord. 

## Gameplay

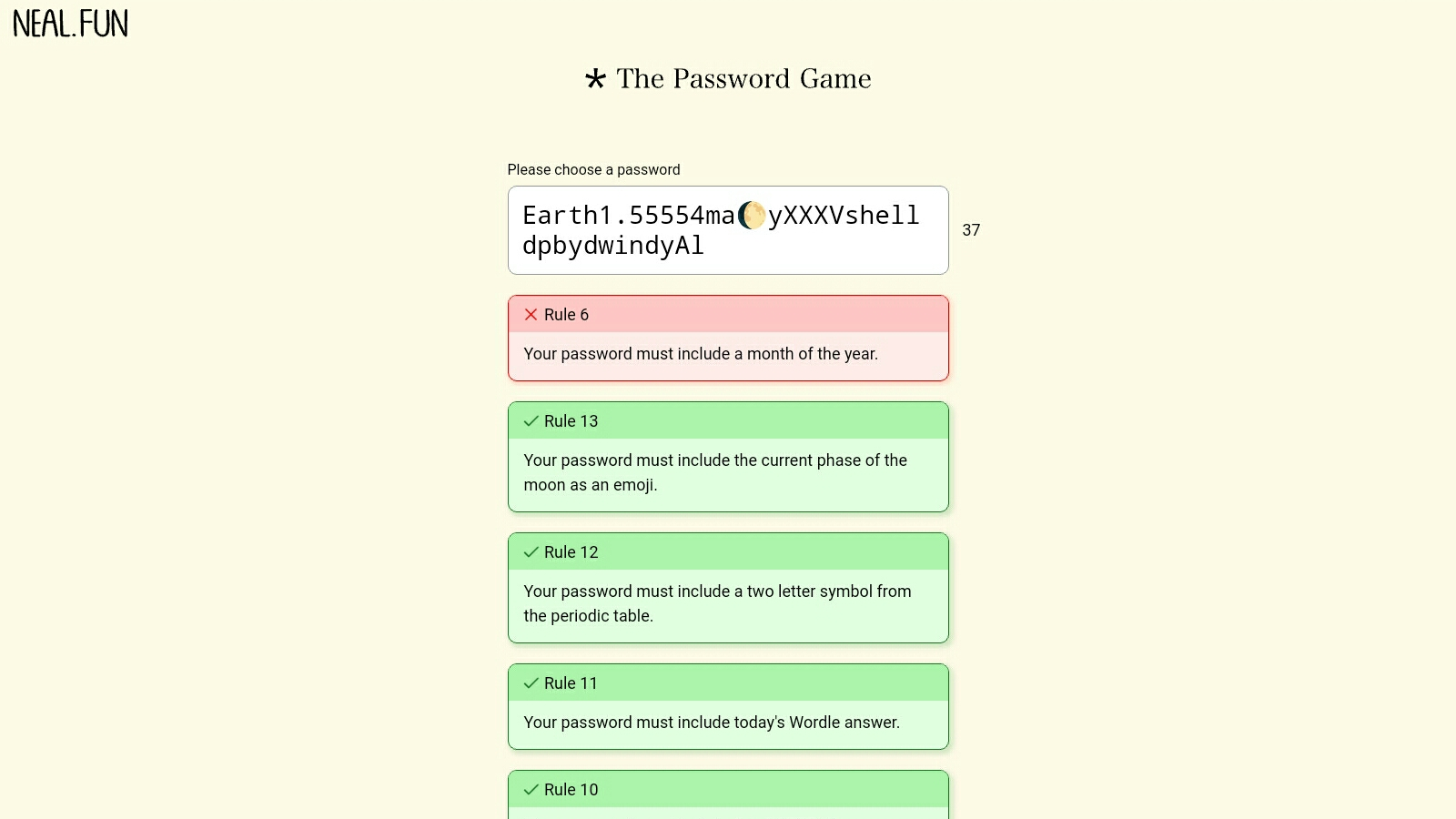
Spelaren måste följa strikta regler som kan komma i konflikt med varandra, och ibland kräver spelarna att spela andra spel, som GeoGuessr, Wordle och schack. I den här skärmdumpen uppfyller inkluderingen av måneemojien regel 13.

The Password Game är ett webbaserat pusselspel. Spelaren ska skriva ett lösenord i en inmatningsruta. Spelet har totalt 35 regler som lösenordet måste följa och som visas i en viss ordning. När spelaren löst den första regeln, visas den andra, och så vidare. För varje regel måste spelaren följa alla föregående för att gå vidare, vilket kan orsaka konflikter. När alla 35 regler är uppfyllda kan spelaren bekräfta det som det sista lösenordet och har sedan två minuter på sig att skriva in lösenordet igen eller så avslutas spelet.
Även om de initiala kraven inkluderar att sätta ett minimum av tecken eller inkludera siffror, versaler eller specialtecken, blir reglerna gradvis mer ovanliga och komplexa.
Dessa kan innebära att man ska ha romerska siffror som ska multipliceras för att få fram ett visst svar, lägga till namnet på ett land som spelarna måste gissa från slumpmässiga bilder från Google Street View (som en referens till GeoGuessr), ha med dagens Wordle- ord, skriva det bästa draget i en genererad schackposition med algebraisk notation, infoga URL:en till en YouTube- video av en slumpmässigt genererad längd, och justera fetstil, kursiv stil, teckensnitt och textstorlekar.
Andra spelregler involverar emojis i lösenordet. En regel kräver inkludering av emojin som representerar månfasen vid den tidpunkten. På grund av två andra regler måste spelaren infoga en äggemoji som heter Paul, och när den väl kläcks ersätts den av en kycklingemoji. Spelaren måste sedan hålla den mätt med larv-emojis som måste fyllas på med tiden. Om den svälter, spelaren övermatar den, eller att Paul-emojin raderas på något sätt, avslutas spelet. Röd text dyker sedan upp över en svart bakgrund och hänvisar till dödsskärmen som är karakteristisk för Dark Souls actionrollspelsserier. Vid någon tidpunkt under spelet kommer en eld-emoji att dyka upp som sprids genom lösenordet genom att ersätta karaktärer, inklusive ägget, med lågor som måste tas bort.

## Utveckling och utgivning
The Password Game utvecklades av Neal Agarwal, som lägger ut sina spel på sin hemsida, neal.fun. Agarwal hade föreställt sig idén med spelet som en parodi på lösenordspolicyer när de blir "konstigare". "Den sista droppen" som fick Agarwal att börja arbeta med spelet påstås ha varit när han försökte skapa ett konto på en tjänst och fick veta att hans lösenord var för långt, vilket gav den hånade tanken på att ett lösenord var " för säkert". Utvecklingen startade i slutet av april 2023 och tog två månader. Agarwal har nämnt att det var svårt att implementera reguljära uttryck ("hitta" operationer i strängar), särskilt på grund av funktioner i spelets textredigerare som dyker upp när spelaren går framåt, som att göra text fet eller kursivera. Några av spelets lösenordskrav fick han hjälp och tips ifrån Twitter. Agarwal var osäker på om det var möjligt att vinna spelet; han försökte utan att nå framgång flera gånger. Spelet släpptes på hans hemsida den 27 juni 2023.

## Recensioner
The Password Game blev viralt online kort efter lanseringen. Enligt utvecklaren fick spelets hemsida över en miljon besökare dagen efter spelet släpptes. I oktober 2023 hade spelet besökts över 10 miljoner gånger.
Den sextonde regeln i spelet, som handlar om att hitta det bästa schackdraget i en specifik uppställning, ansågs vara den mest utmanande av PCGamesN Medan TechRadar och The Indian Express ansåg att The Password Game var ett bra sätt att döda tid,  kallade PC Gamer det för "det ondaste viljebrytande webbläsarspelet som finns". Spelet betraktades av PCGamesN som möjligen "en av årets mest uppfinningsrika upplevelser".